# Selišta, Bileća
Selišta so naselje v občini Bileća, Bosna in Hercegovina. 

## Deli naselja
Kapetanovina in Selišta.

## Prebivalstvo
| Pregled števila prebivalcev po letih | Pregled števila prebivalcev po letih | Pregled števila prebivalcev po letih | Pregled števila prebivalcev po letih | Pregled števila prebivalcev po letih | Pregled števila prebivalcev po letih |
| ------------------------------------ | ------------------------------------ | ------------------------------------ | ------------------------------------ | ------------------------------------ | ------------------------------------ |
| 1948                                 | 1953                                 | 1961                                 | 1971                                 | 1981                                 | 1991                                 |
| -                                    | -                                    | -                                    | 94                                   | 69                                   | 55                                   |

| Narodna sestava prebivalstva po letih                                                                                    | Narodna sestava prebivalstva po letih                                                                                    | Narodna sestava prebivalstva po letih                                                                                    |
| --- | --- | --- |
| 1971 | 1981 | 1991 |
| . skupaj: 94 Srbi 93 (98,93 %) Hrvati 0 (0,00 %) Muslimani 0 (0,00 %) Jugoslovani 0 (0,00 %) drugi in neznano 1 (1,06 %) | . skupaj: 69 Srbi 66 (95,65 %) Hrvati 0 (0,00 %) Muslimani 0 (0,00 %) Jugoslovani 3 (4,34 %) drugi in neznano 0 (0,00 %) | . skupaj: 55 Srbi 54 (98,18 %) Hrvati 0 (0,00 %) Muslimani 0 (0,00 %) Jugoslovani 0 (0,00 %) drugi in neznano 1 (1,81 %) |